# Kultursommer Wien

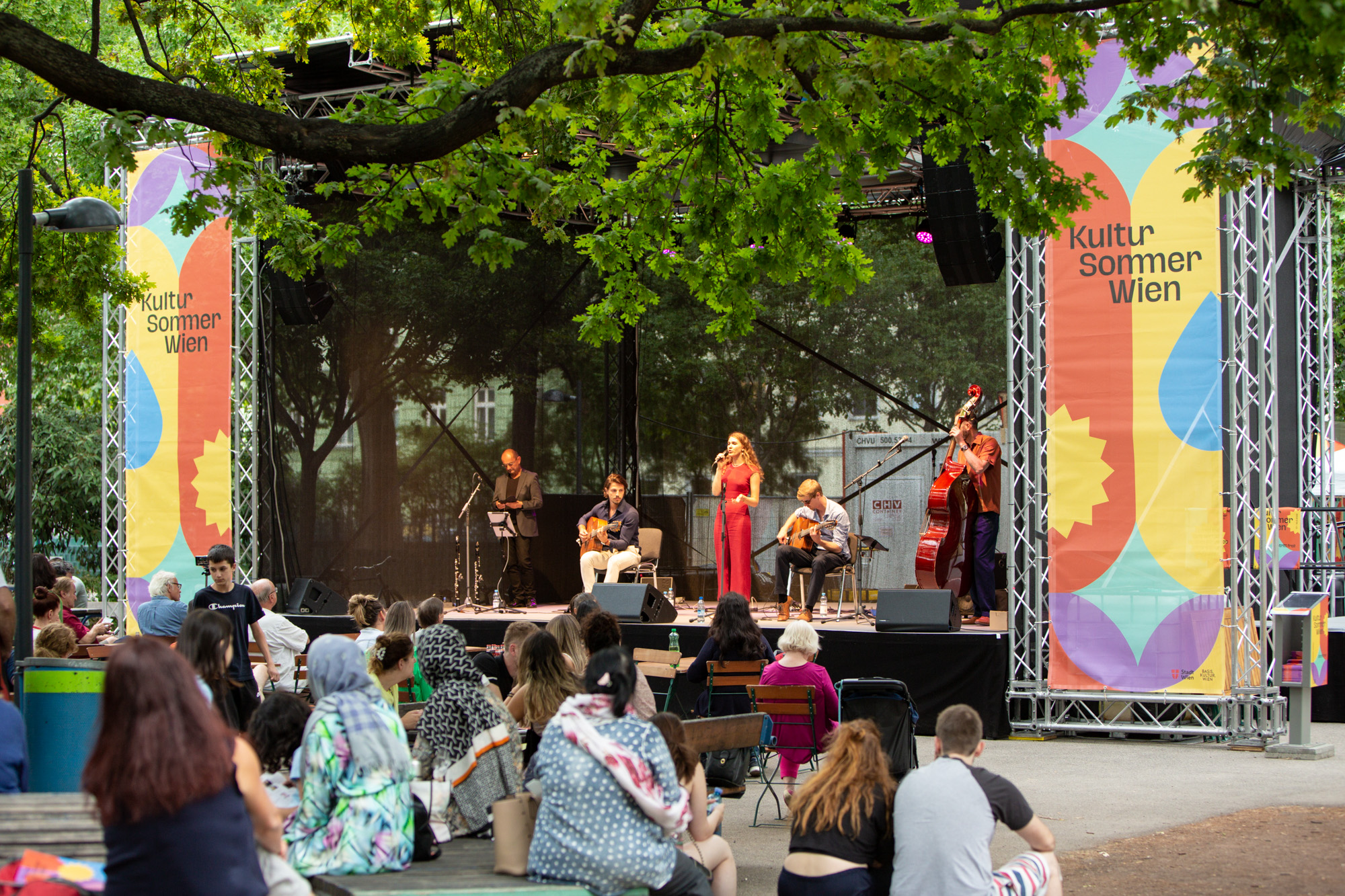
Auftritt von Belle Affaire beim Kultursommer Wien 2022 im Mortarapark

Der Kultursommer Wien ist ein Gratis-Open-Air-Festival, das seit 2020 jährlich im Juli und August in Wien stattfindet. Auf neun Bühnen in ganz Wien treten Künstler aus verschiedenen Genres auf. Gezeigt wird ein umfangreiches Programm aus Musik, Kabarett, Literatur, Performance, Tanz, Theater und zeitgenössischem Zirkus. Das sechswöchige Festival bietet außerdem Kinder- und Familienprogramm, eine Konzertreihe für Pensionisten in den Häusern zum Leben, spezielle Themenabende wie etwa Blasmusik- oder Chorabende sowie unterschiedlichste Kulturvermittlungsformate.

## Entstehung
Auf Initiative von Kulturstadträtin Veronica Kaup-Hasler wurde der Kultursommer Wien 2020 erstmals als Open-Air-Festival in den Bezirken und – zunächst – als unterstützende Maßnahme für Kunstschaffende während der Coronapandemie veranstaltet. Unter dem Dach des „stadt wien marketing“ bewährte sich die Veranstaltung als kultureller Nahversorger in verschiedenen Teilen der Stadt. Der Erfolg der ersten beiden Jahre veranlasste die Stadt Wien dazu, das Festival als eigenständige Unternehmung neu aufzustellen. Für eine langfristige jährliche Umsetzung des Kulturfestivals ist die Kultursommer Wien KS GmbH ins Leben gerufen worden, die ein Tochterunternehmen der Basis.Kultur.Wien ist.

## Programm
Ziel des Kultursommer Wien ist es, einerseits einen breiten Überblick über das kulturelle Spektrum der Stadt zu bieten. Kunstschaffende können sich mit eigenen Projekten und Beiträgen bewerben. Für die Auswahl ist ein künstlerischer Ausschuss („Board“) verantwortlich, dessen Mitglieder regelmäßig wechseln.
Jährlich treten rund 2000 Künstler beim Kultursommer Wien auf. Darunter finden sich Vertreter der lokalen Kulturszene. Sie kommen aus den unterschiedlichsten Genres, wie Cirque Nouveau, Kabarett, Literatur, Tanz, Theater oder Musik.
Auswahl aus dem Spielplan 2022: Die Strottern, Wiener Blond, Stefanie Sargnagel, Christine Gaigg, RaDeschnig, Severin Groebner, Roman Blumenschein, Chris Pichler, Omas gegen Rechts usw.
Auswahl aus dem Spielplan 2023: Yasmo & die Klangkantine, Conchita Wurst, Benedikt Mitmannsgruber, Christoph Fritz, Skero, Gesangskapelle Hermann, Bernhard Fibich, Theater der Unterdrückten, Irene Diwiak, Fiston Mwanza Mujila, Josef Hader usw.
Auswahl aus dem Spielplan 2024: Birgit Birnbacher, Bernhard Dechant, Elisabeth Flunger, Marino Formenti, Erich Hackl, Julia Jost, Trio Lepschi, Georgij Alexandrowitsch Makazaria, RaDeschnig, Branko Samarovski, Marko Simsa usw.

## Spielorte
Als Spielorte dienen öffentliche Parks und Plätze sowie Gärten von Pensionistenheimen. Die Bühnen bilden konsumfreie Zonen.
2024 gab es neun Bühnenstandorte, alle in den Wiener Außenbezirken:
- Wasserturm Favoriten (10. Bezirk)
- Hyblerpark (11. Bezirk)
- Wilhelmsdorfer Park (12. Bezirk)
- Reithofferpark (15. Bezirk)
- Währinger Park (18. Bezirk)
- Mortarapark (20. Bezirk)
- Großfeldsiedlung (21. Bezirk)
- Schrödingerplatz (22. Bezirk)
- Meischlgasse, ASK Erlaa (23. Bezirk)